# Route nationale 805
Pour les articles homonymes, voir Route 805.
La route nationale 805 ou RN 805 était une route nationale française reliant La Guerche-de-Bretagne à Saint-Rémy-du-Val. À la suite de la réforme de 1972, elle a été déclassée en RD 805 en Ille-et-Vilaine, en RD 32 dans la Mayenne et en RD 310 dans la Sarthe.

## Ancien tracé de La Guerche-de-Bretagne à Saint-Rémy-du-Val (D 805, D 32 & D 310)
- La Guerche-de-Bretagne
- Cuillé
- Saint-Poix
- Montjean
- Saint-Berthevin, où elle rencontrait la RN 157
- Laval
- Argentré
- Saint-Céneré
- Montsûrs
- Brée
- Neau
- Évron
- Assé-le-Bérenger
- Rouessé-Vassé
- Sillé-le-Guillaume
- Montreuil-le-Chétif
- Fresnay-sur-Sarthe
- Saint-Rémy-du-Val